# پرستینه
پرستینه (به ایتالیایی: Prestine) یک منطقهٔ مسکونی در ایتالیا است که در استان برشا واقع شده‌است. پرستینه ۱۶ کیلومتر مربع مساحت و ۳۸۷ نفر جمعیت دارد و ۶۱۰ متر بالاتر از سطح دریا واقع شده‌است.